# Nationalpark Aspromonte
Der Nationalpark Aspromonte (italienisch Parco nazionale dell’Aspromonte) ist einer der insgesamt 24 Nationalparks in Italien, der im namensgebenden Aspromontegebirge an der südlichen Spitze des italienischen Stiefels liegt.

## Geschichte
Im Jahre 1989 wurde ein Teil des Gebirges in Südkalabrien unter Naturschutz gestellt. Der Aspromonte-Nationalpark ist 80.000 Hektar groß und liegt an der Spitze von Italien. Übersetzt bedeutet Aspromonte übrigens so viel wie „rauer Berg“.

## Gute Aussichtspunkte
- Bova Marina[2]
- Piani di Carmelia[3]
- Roghudi[4]
- Reggio Calabria - Gambarie[5]
- Tre Aie[6]
- Monte Basilico via Gambarie[7]
- Maesano[8]